# Mechovnatci
Mechovnatci (Entoprocta) je kmen vodních prvoústých živočichů. Je známo přibližně 150 druhů.

## Popis
Mechovnatci dosahují velikosti 0,5–5 mm. Žijí ve vodě, obvykle v mořské (např. Pedicellina), ačkoliv mechovnatka jemná (Urnatella gracilis) je sladkovodní. Od mechovců (Bryozoa, Ectoprocta) se liší polohou řitního otvoru. Mechovnatci mají tento otvor uvnitř vějíře chapadel (proto „ento“ v jejich názvu), mechovci venku.
Mechovnatci se živí filtrací detritu a mají trávicí soustavu ve tvaru U. V dospělosti žijí obvykle přisedle, ačkoliv larvy (tzv. trochofory) jsou pohyblivé. Nemají speciální cévní ani dýchací soustavu.

## Čeledi a zástupci
Kmen se dělí na následující čeledi:
- Barentsiidae
- Loxokalypodidae
- Loxosomatidae
- Pedicellinidae
- Urnatellidae